# Initiative Junge Forscherinnen und Forscher

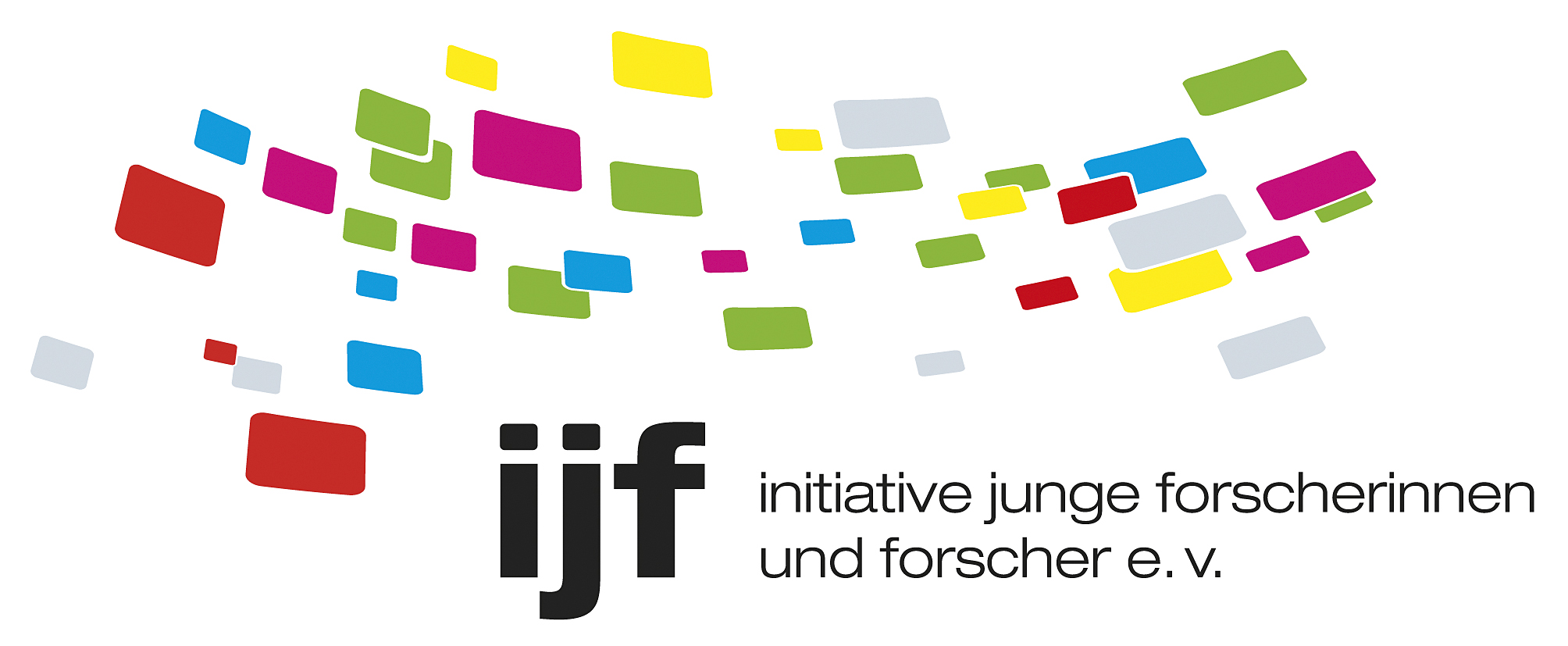
Logo der „Initiative Junge Forscherinnen und Forscher“

Die Initiative Junge Forscherinnen und Forscher e.V. (IJF) fördert den MINT-Nachwuchs und unterstützt Schulen in Bayern und Baden-Württemberg in ihrem Bildungsauftrag. Die gemeinnützige Bildungsinitiative engagiert sich für die nachhaltige Förderung der MINT-Bildung von Kindern und Jugendlichen.

## Geschichte
Entstanden ist der gemeinnützige Verein aus dem Cluster Nanotechnologie und wurde 2010 in Würzburg gegründet. Mitgründer waren unter anderem Alfred Forchel und Christoph Petschenka. Heute umfasst das Netzwerk mehr als 100 Partner, darunter Unternehmen und Stiftungen. Darüber hinaus gehören zu den Kooperationspartnern aus dem Bereich Bildung die Universität Würzburg, die Universität Regensburg, die Universität Stuttgart, die Hochschule Augsburg, die Hochschule Heilbronn, die Hochschule Hof, die Hochschule Deggendorf und die Technische Hochschule Würzburg-Schweinfurt. Das Projekt, Roadmap in die MINT-Arbeitswelt – Chancengerechte Zukunftsorientierung wird hierbei vom Europäischen Sozialfonds Plus in Bayern (ESF+) und der Bundesagentur für Arbeit, Regionaldirektion Bayern gefördert.
Die IJF versteht sich als Netzwerkakteur für alle, die auf dem Gebiet der MINT-Nachwuchsförderung aktiv oder daran interessiert sind. Seit November 2022 setzt die IJF mit Unterstützung des Bayerischen Staatsministerium für Unterricht und Kultus und der Vogel Stiftung Dr. Eckernkamp die MINT-Koordinierungs- und Vernetzungsstelle für alle MINT-Regionen in Bayern um (MINTraum bayern). Weiterhin arbeitet die Bildungsinitiative mit dem Arbeits-, dem Kultus- und dem Wissenschaftsministerium zusammen, um die dauerhafte Relevanz und Gültigkeit der Schulbesuche zu gewährleisten.
Von Anfang an übernahm Willi Weitzel die Schirmherrschaft der Initiative Junge Forscherinnen und Forscher.

## Ziele
Die gemeinsam mit Naturwissenschaftlern, Ingenieuren, Pädagogen und Didaktikern entwickelten MINT-Angebote sollen effektiv dazu beitragen
- für Informatik, Naturwissenschaft und Technik zu begeistern
- Zukunftsthemen und -technologien begreifbar zu machen
- Interesse für naturwissenschaftlich-technische und informatische Berufe zu wecken und somit dem Fachkräftemangel in MINT-Berufen entgegenzuwirken
- das Selbstvertrauen MINT-interessierter Mädchen nachhaltig zu stärken
- Berufsbilder gezielt zu thematisieren und realistische Bilder von MINT-Ausbildungsberufen zu vermitteln
- die Zusammenarbeit zwischen Unternehmen und Schulen auszubauen

Mit ihren Projekttagen in Schulen vermittelt die Initiative naturwissenschaftliche Grundkompetenzen durch Experimente. Mit ausgetüftelten Inhalten soll „forschend-entdeckendes Lernen“ ermöglicht werden. Um das Angebot zu erweitern, es aber auch aktuell und relevant zu halten, werden zu verschiedenen MINT-Themen stetig neue Experimente entwickelt und bestehende angepasst und verbessert.
Junge Studierende und Wissenschaftler der IJF zeigen Zukunftschancen und Möglichkeiten zur Berufswahl auf, um mittel- bis langfristig dem Fachkräftemangel in Technologieberufen entgegenzuwirken. Für Lehrkräfte bietet das Projekt Fortbildungen mit neuen Ideen zum Experimentieren und zur Wissensvermittlung an.
Für die Weiterentwicklung und Neukonzeption der IJF-MINT-Programme werden regelmäßig Pädagogen, Wissenschaftler sowie Experten aus Bildungs- und Forschungseinrichtungen in Arbeitskreisen einbezogen. In diesen Arbeitskreisen werden bestehende Konzepte für Projekttage und Lehrerfortbildungen vorgestellt und optimiert. So werden naturwissenschaftliche oder technische Themen altersgerecht aufgearbeitet.

## Angebot
Da die Initiative es sich zum Ziel gesetzt hat, das Interesse an den MINT-Fächern und vor allem -Berufen schon in jungen Jahren zu wecken und zu fördern, richtet sich das unentgeltliche Angebot hauptsächlich an Kinder und Jugendliche. Konzipiert wurde das vielfältige Angebot sowohl für Kinder im Grundschulalter als auch für Jugendliche höherer Klassenstufen.

### Projekttage/Schulbesuche mit Experimentierstationen
Die IJF-Naturwissenschaftler besuchen mit ihrer Experimentierausstattung Grund-, Mittel-, Real-, Gemeinschaftsschulen, Gymnasien sowie BOS in Klassen ab der 8. Jahrgangsstufe.

#### Themen
- Bionik
- Erneuerbare Energien
- Leichtbau
- Nanotechnologie
- Informationstechnologie
- Medizintechnik
- Gesundheitstechnologien

(Quelle:)

### Fortbildungen für Lehrkräfte
In den verschiedenen Fortbildungsprogrammen, darunter auch Online-Fortbildungen, wird vorbereitend bzw. ergänzend zu den Projekttagen auf die jeweilige Thematik eingegangen. Versuche werden im Detail besprochen, aber auch auf didaktische Hinweise wird wert gelegt. Die Themen für die Lehrkräftefortbildungen gliedern sich wie folgt auf:

#### Grundschulen
- Stabiles Bauen
- Mechanik und Bionik
- IT: Codes und Codierungen, Programmierung
- Eigenschaften von Stoffen
- Strom und Stromkreislauf

#### Weiterführende Schulen
- Bionik
- Erneuerbare Energien
- Leichtbau
- Nanotechnologien

### Außerschulische Forscher- und Experimentierangebote
In verschiedenen Sonderaktionen versucht die IJF auch außerhalb des normalen Programms Kinder und Jugendliche zu erreichen. Vergangene Aktionen schließen beispielsweise MINT-Forschertage oder einen Ferien-Forscher-Kurs im Jahr 2018, gefördert durch die Aktion Mensch, mit ein. Hierbei führten 6- bis 12-Jährige spannende Versuche zu den Themen Stabiles Bauen, Bionik und Energie im Experimentarium der IJF durch. 2021 und 2022 nahmen Schüler am Kreativwettbewerb „MINTerfinder-CAMP“ teil. Ziel war es, ein Produkt zu entwickeln, das Menschen mit Einschränkungen im Alltag hilft.

## Würdigungen
Im November 2017 wurde das Projekt „Mach die Zukunft zu deiner Idee“ der Initiative durch das unabhängige Analysehaus Phineo mit dem „Wirkt!“-Siegel für besonders wirkungsvolles Engagement ausgezeichnet. Dabei zeigten die Ziele der IJF über die Grenzen Bayerns hinaus Wirkung. Beispielsweise konnte das Projekt mit seinem Schulbesuch zum Thema „Medizintechnik“ auch in Baden-Württemberg Fuß fassen.
2018 wurde die Initiative zum deutschen Engagementpreis 2018 nominiert.
Georg Moser, Leiter der Verwaltungsbehörde des Europäischen Sozialfonds, lobte die effektive Bildungsarbeit der IJF und zeichnete in diesem Rahmen die Bildungsinitiative als besonders wertvoll aus.